# Johann Ghillanyi
Freiherr Johann Ghillányi von Láz und Bernicze (* 1687; † 2. Januar 1752) war k.k. General der Kavallerie und Inhaber des Husarenregiments Nr. 12.
Er stammte aus Ungarn und war schon in früher Jugend Soldat. Er kämpfte in dem Türkenkrieg 1716 und 1717 als Rittmeister im Husarenregiment Nr. 2 (Csáky, später Nr. 9). Mit diesem kämpfte er 1719 bei Francavilla, stand 1727 in Neapel und wurde 1733 Oberster. In der Schlacht von Bitonto 1734 hatte sein Regiment gut gekämpft, aber viele Verluste und wurde beinahe aufgerieben, doch gelang es ihm sich mit 200 Husaren durch die Übermacht das Feindes zu schlagen und die Armee glücklich zu erreichen. Im folgenden Jahr erhielt er das neu errichtete Husarenregiment Nr. 12, dass sich sogleich im Polnischen Erbfolgekrieg am Rhein und an der Mosel auszeichnete. Er rückte noch am 4. März 1735 zum Generalmajor vor, kämpfte im Türkenkrieg 1738/39 und erhielt für seine Tapferkeit am 24. September 1741 die Beförderung um Feldmarschall-Lieutenants. Im Zweiten Schlesischem Krieg kommandierte er in Böhmen, nahm 1744 Tabor ein und zeigte dabei viel persönliche Tapferkeit. Auf Grund der vielen Verdienste, welche sich Ghillanyi in diesem Kriege erworben hatte, beförderte man ihn 1751 zum General der Kavallerie, doch starb er schon im folgenden Jahr.